# Toerisme in Albanië

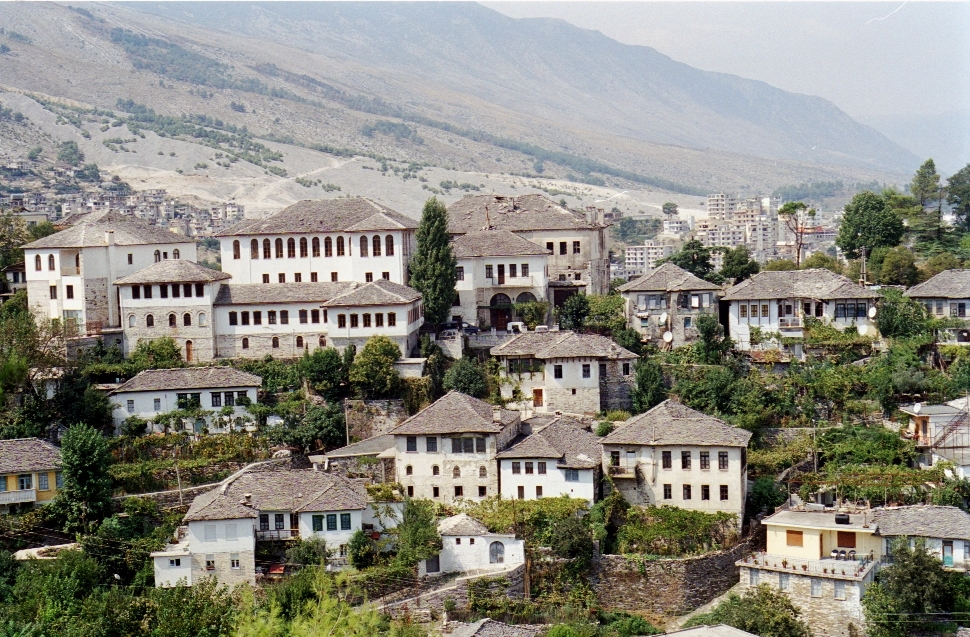
De stad Gjirokastër

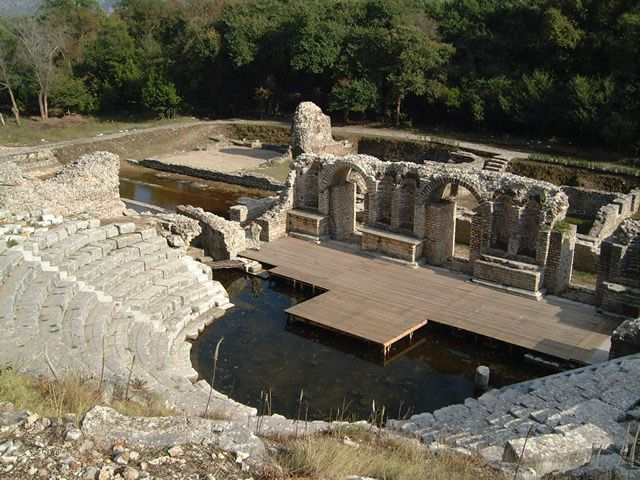
Het Romeinse theater van Butrint

Het toerisme is in Albanië in ontwikkeling. Mede door het strenge communistische regime dat het land tot 1991 kende, kwam de sector er trager op gang dan in de landen in de onmiddellijke omgeving, met name Griekenland, Italië en het toenmalige Joegoslavië. Omstreeks 2010 vormen circa driekwart van de toeristen in Albanië nog steeds de etnische Albanezen zelf, die hetzij uit de Albaneestalige gebieden (naast Albanië vooral Kosovo en West-Macedonië), hetzij uit de diaspora komen. Hoewel de meeste steden in het land inmiddels over hotels in verschillende prijsklassen beschikken, zijn westerse toeristen nog een relatieve zeldzaamheid.
Reis- en taalgidsenuitgeverij Lonely Planet plaatste Albanië begin 2011 bovenaan haar top tien van te bezoeken landen in dat jaar. De uitgeverij prees daarbij onder meer de "lage prijzen, gastvrijheid, heerlijke keuken en een uitgesproken levendig nachtleven" in Albanië.

## Geschiedenis en achtergronden
Het communistische regime van dictator Enver Hoxha verbood lange tijd elke vorm van toeristische activiteit in Albanië. In de late jaren 50 en vroege jaren 60 hadden enkel staatsburgers van Oost-Europese bevriende staten de mogelijkheid als toerist naar het land te reizen. Op dat ogenblik was de toeristische industrie, zoals de meeste infrastructuur in het land, nog volop in opbouw, waardoor met name het comfort van reizen in Albanië geenszins met dat in meer traditionele vakantielanden kon worden vergeleken.

## Trekpleisters

### Stranden

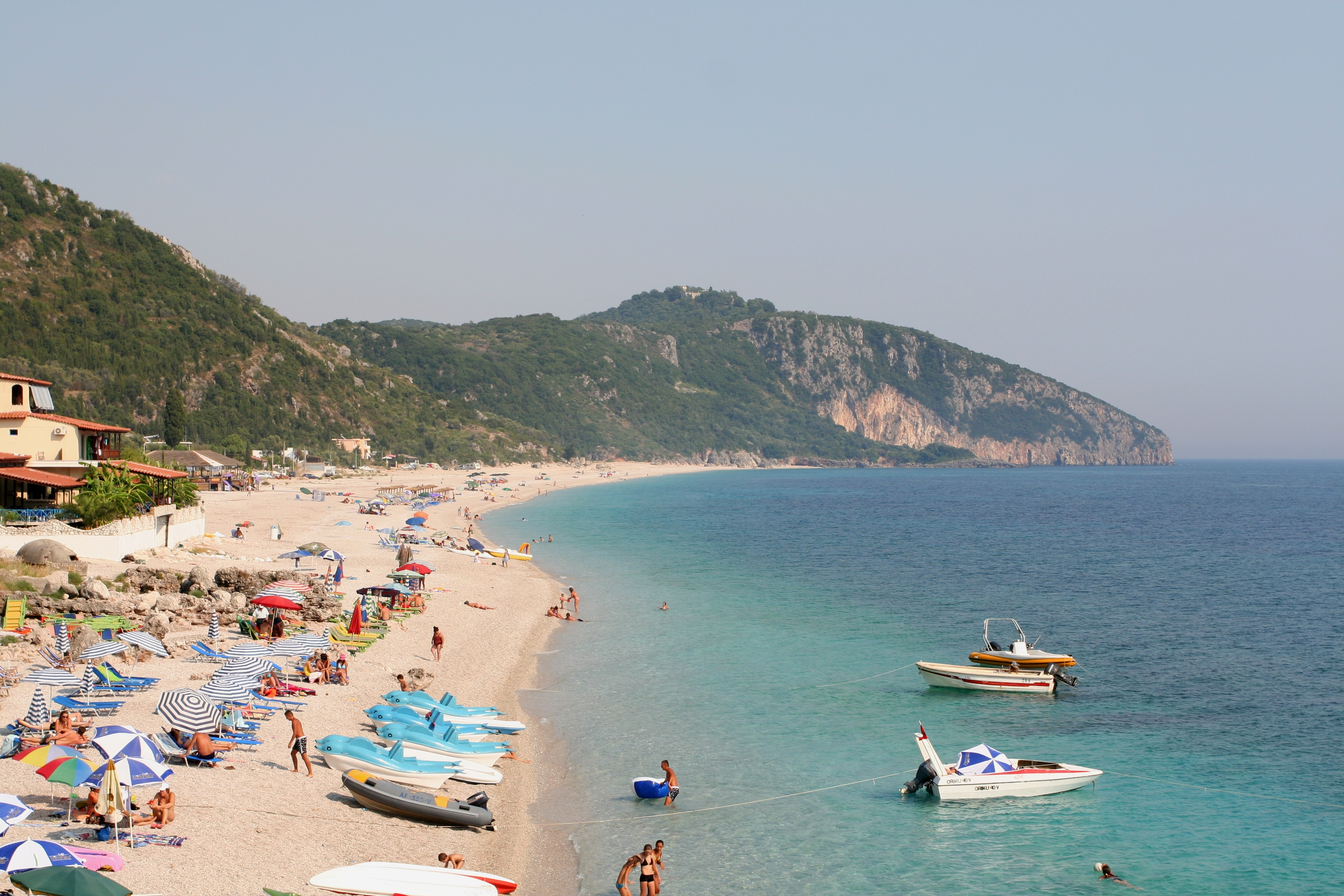
De Albanese Rivièra bij Dhërmi

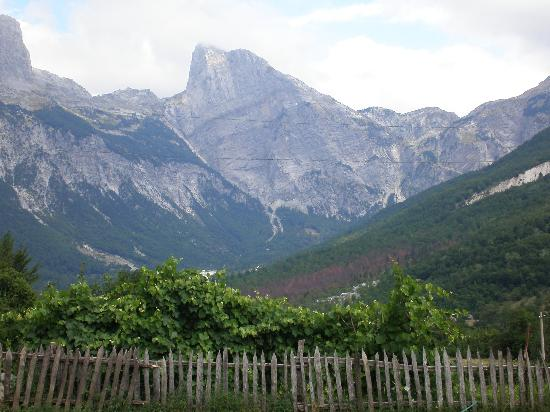
De Albanese Alpen in Theth, gemeente Shalë

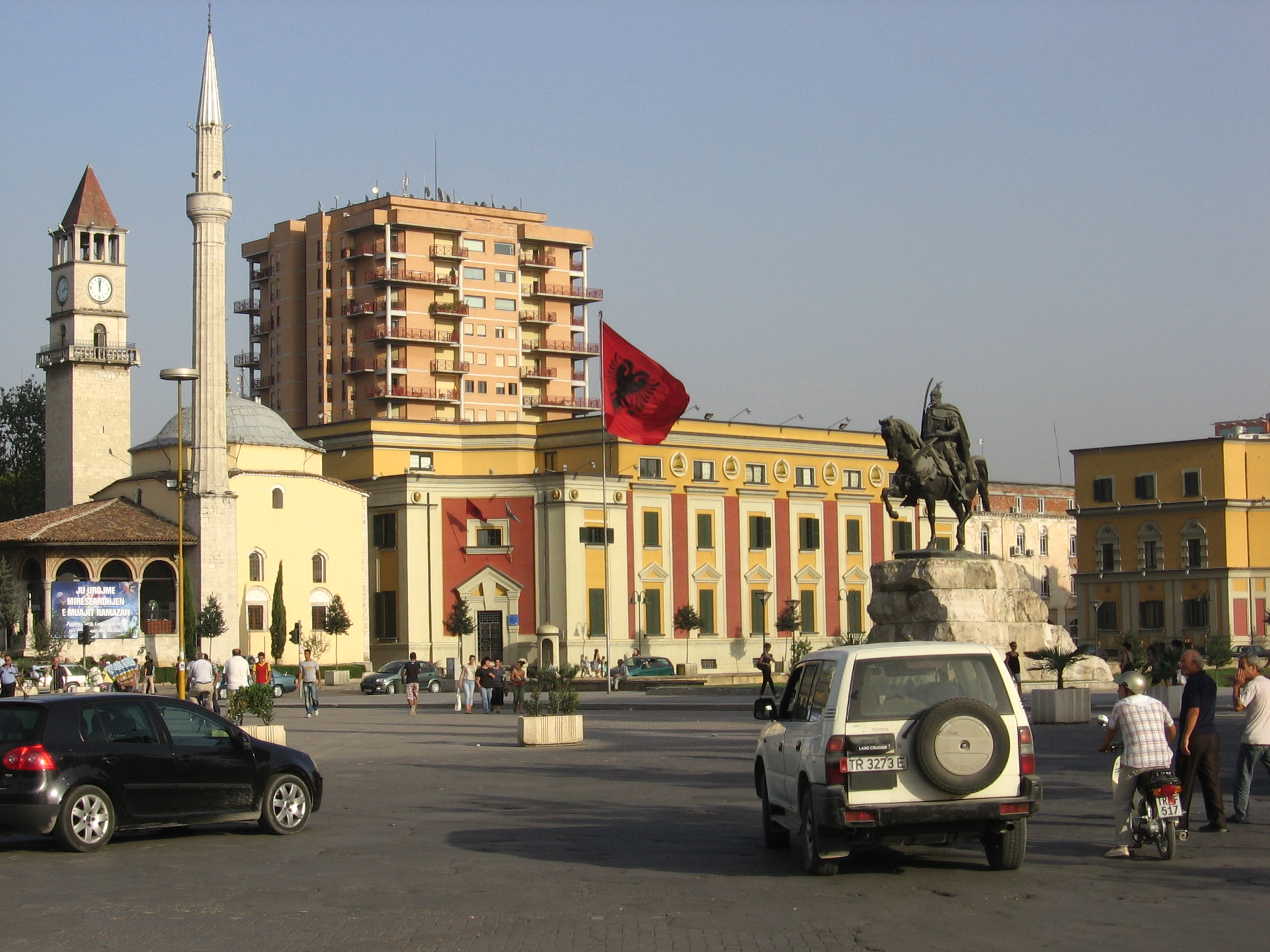
De hoofdstad Tirana

Albanië beschikt over een lange kustlijn, die zich uitstrekt tussen de Montenegrijnse grens in het noorden en de Griekse in het zuiden. Op veel plaatsen langs deze kust komt strandtoerisme voor. De Albanese kust is in twee geografische delen op te splitsen, waarvan de scheiding overeenkomt met die tussen de Adriatische en Ionische Zee (het Kanaal van Otranto) ter hoogte van de Llogarapas, iets bezuiden de grote havenstad Vlorë.
Vooral de Ionische kust, waarvan het leeuwendeel de naam Albanese Rivièra heeft gekregen, is bezaaid met populaire badplaatsen, met als hoogtepunten de plaatsen Himarë en Dhërmi. Net ten zuiden van de Rivièra ligt Sarandë, dat toeristisch nog meer is ontwikkeld.

### Natuurtoerisme, rugzaktoerisme en alpinisme
Albanië telt 14 nationale parken, waarvan sommige bij toeristen populair zijn.
- Het Nationaal Park Bredhi i Drenovës ('dennenboom van Drenovë') ligt in het zuidoostelijke district Korçë, en staat vooral bekend om zijn drinkwaterbronnen en zijn grote populatie bruine beren.
- In de omgeving van Përmet, eveneens in het zuidoosten van het land, ligt het Nationaal Park Bredhi i Hotovës-Dangelli, dat vooral bekend is vanwege zijn Macedonische dennen. Deze zijn een overblijfsel van de grote wouden die de Middellandse Zee in de oudheid omgaven.
- De antieke site Butrint (Buthroton), in het uiterste zuiden van het land, maakt deel uit van het Nationaal Park Butrint en is te bezoeken door middel van een veerbootverbinding met het bij strandtoeristen populaire Griekse eiland Korfoe.
- Het Nationaal Park Dajt, genoemd naar de gelijknamige berg, ligt circa 25 kilometer oostelijk van Tirana en is zowel bij stedelingen als toeristen populair wegens het mooie panorama op Tirana dat men vanop de top heeft, de vlotte bereikbaarheid en de relatief goede infrastructuur, zoals een kabelbaan en een aantal hotels en grillrestaurants.
- Het Nationaal Park Divjakë-Karavasta concentreert zich rond de Karavastalagune, circa 20 kilometer westelijk van Lushnjë in de prefectuur Fier. De lagune herbergt een aantal water- en trekvogels en landroofdieren, waaronder vijf procent van 's werelds kroeskoppelikanen. Al sinds 1994 wordt het gebied beschermd in het kader van de Conventie van Ramsar.
- Het grootste deel van de kustlijnen van het eiland Sazan en het schiereiland Karaburun in de Golf van Vlorë wordt beschermd als het Nationaal Marien Park Karaburun-Sazan, en is het enige mariene park van het land.

## Werelderfgoed
Albanië telt twee onroerende UNESCO-Werelderfgoederen, te weten de archeologische site Butrint en de historische centra van de steden Gjirokastër (Argyrocastrum) en Berat (Antipatreia), die samen zijn ingeschreven. De polyfone volksmuziek uit met name Zuid-Albanië staat sinds 2008 op de lijst van Meesterwerken van het Orale en Immateriële Erfgoed van de Mensheid.

## Horeca en accommodatie
Volgens cijfers van het nationale Albanese bureau voor statistiek Instat beschikte het land in 2009 over 369 hotels, 5888 kamers en 11.932 bedden.

## Vervoer
De enige internationale luchthaven van Albanië is die van Tirana, die tussen 2005 en 2008 grondig werd gerenoveerd. De lokale lagekostenmaatschappij Belle Air had er haar hoofdkwartier, en verbond Tirana rechtstreeks met 38 bestemmingen in Centraal-, West- en Zuid-Europa, waaronder de Belgische steden Brussel en Luik. Sinds 2013 is Belle Air gestopt met haar activiteiten. In 2018 is de nieuwe nationale luchtvaartmaatschappij Air Albania opgericht, die Tirana verbindt met 12 Europese bestemmingen.